# Corps Marcomannia Breslau zu Köln

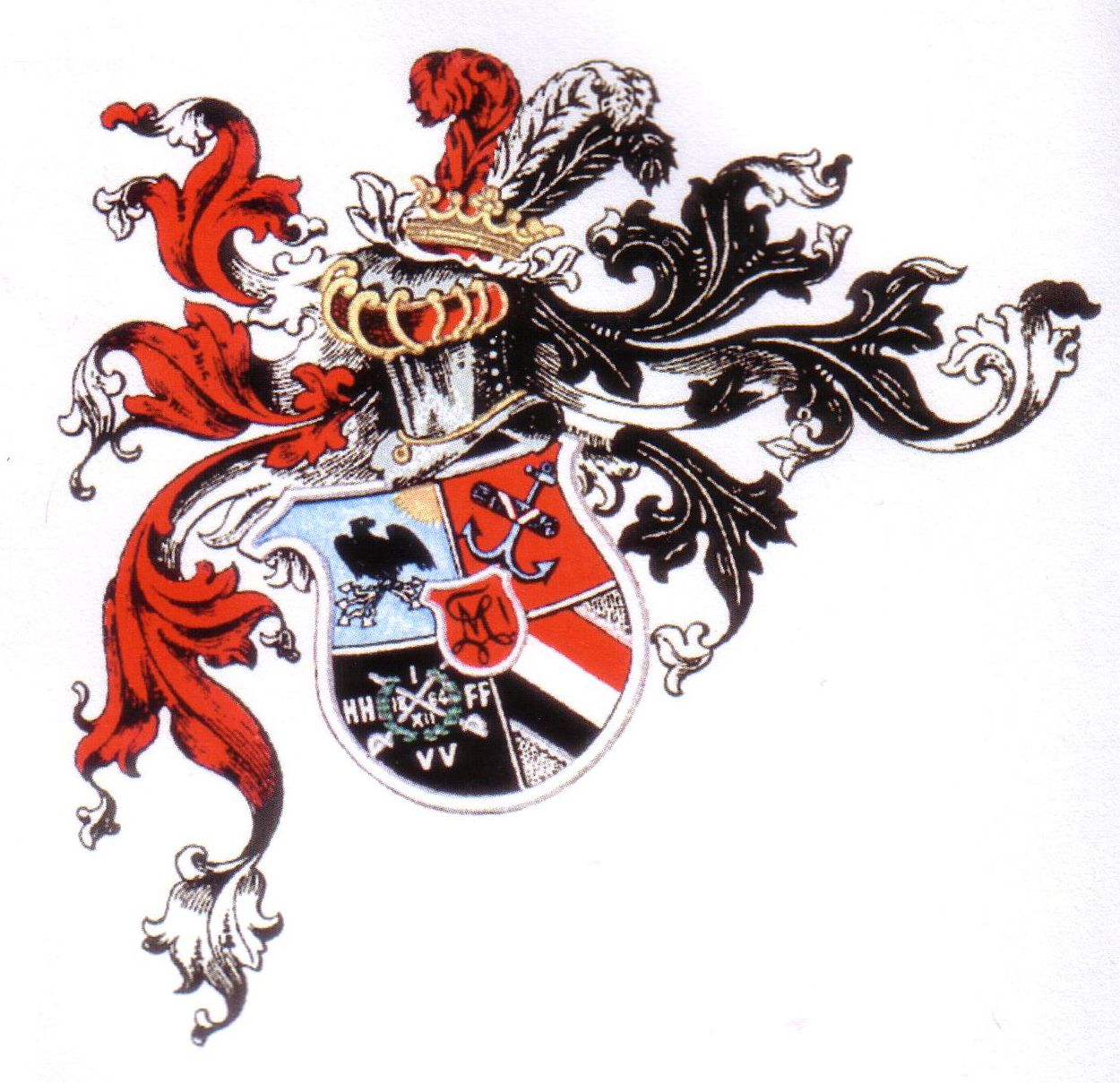
Blason

Le Corps Marcomannia Breslau est une fraternité étudiante du Kösener Senioren-Convents-Verband.

## Histoire

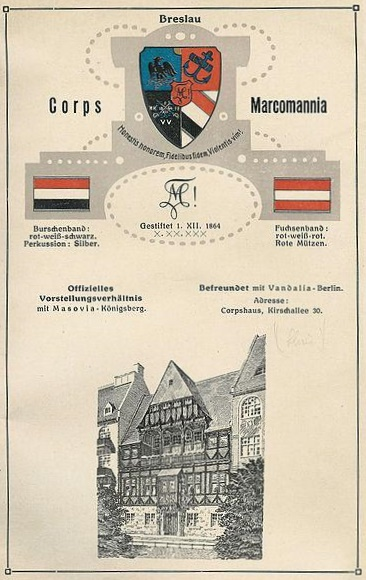
1912

Issue de l'éphémère association Austro-Borussia, la fraternité est fondée le 1er décembre 1864 en tant que Landsmannschaft à l'Université Frédéric-Guillaume de Silésie. Le 3 novembre 1868, elle est admise comme quatrième corps au convent des anciens de Breslau (de). Les couleurs du corps sont le rouge, le blanc et le noir, les couleurs du renard le rouge, le blanc et le rouge sur une percussion argentée. La devise est "Honestis honorem, fidelibus fidem, violentis vim !
En 1884 et 1903, Marcomannia fournit le président de l'oKC avec Rufin Reichert et Friedrich Töpffer. Marcomannia rompt rapidement une relation d'amitié convenue avec le Corps Hansea Königsberg au cours du semestre d'hiver 1878/79. En 1902, grâce à Ernst Mendrzyk (de) et à de nombreux hôtes de passage, elle conclut une relation de présentation avec le Corps Masovia Königsberg. Lorsque la politique dite du cercle au sein de la KSCV reprend une importance particulière après la Première Guerre mondiale et que Marcomannia penche vers le cercle rouge, le CC de Masovia met fin à la relation à l'unanimité le 24 septembre 1919. Depuis 1910, Marcomannia possède sa propre maison de corps au 30 de la Kirschenallee à Breslau. À l'époque du national-socialisme, elle doit être suspendue le 4 novembre 1935, comme tous les autres corps.
Bien que Marcomannia est un corps à l'Université de Breslau, depuis la fondation de l'Université technique de Breslau (1910), comme les trois autres corps du SC de Breslau, de nombreux membres qui étudient les sciences de l'ingénieur. Afin de poursuivre cette tradition, elle se reconstitue après la Seconde Guerre mondiale, le 1er décembre 1952, à l'Université de Cologne et à l'École supérieure polytechnique de Rhénanie-Westphalie. Le Corps Silesia (de) a déjà fait ce pas le 7 décembre 1950, le Corps Borussia Breslau (de) le 9 octobre 1951. Le Corps Lusatia Breslau (de) suit le 27 juillet 1956, ce qui permet à l'ensemble du Convent des anciens de Breslau de faire partie du Convent des anciens de Cologne dans deux universités. Cette situation - un fonctionnement du corps à deux endroits avec deux maisons du corps - est unique dans l'histoire du corps étudiant. En 1965, le fonctionnement actif à Aix-la-Chapelle est abandonné. En 2001, le Borussia Breslau est le dernier corps à abandonner la tentative de mener une activité active sur deux sites universitaires en même temps et à vendre sa maison à Cologne.

## Siegen
En 1992, il y a quatre associations d'étudiants à l'Université de Siegen : trois fraternités – une dans la BDIC (de), une dans la DB (de), une libre – et une Wingolf (de) basée à l'origine dans le TCV (de). Le 23 mai 1992, Marcomannia ouvre une antenne à Siegen. Cette étape est rendue possible grâce à l'aide du convent des anciens de Siegen (président: Klaus Gerstein) et des membres inactifs du Corps Baltica-Borussia Danzig zu Bielefeld et Franconia Karlsruhe (de). Après l'abandon d'Aix-la-Chapelle, des étudiants de matières techniques peuvent ainsi à nouveau devenir des Marcomans. En dix semestres, sept renards sont ré-annoncés, dont cinq sont acceptés. Lorsqu'il ne reste plus qu'un inactif et un renard sur place, le FCC décide, le 23 novembre 1996, d'abandonner le coûteux appartement du Zwischenweg 5 pour le 31 mars 1997.

## Langeoog

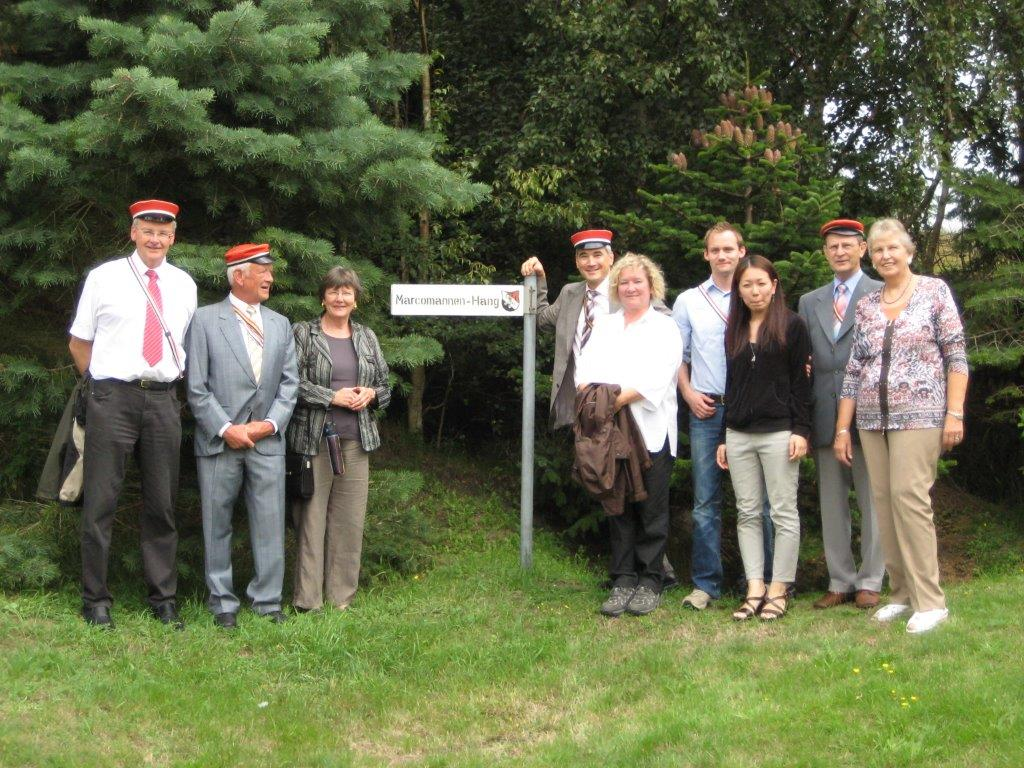
Marcomannenhang

Pendant des décennies, de nombreux Marcomans ont aidé leur frère de corps Jürgen von Schilling (de) à planter le cimetière des dunes de Langeoog (de).

## Suspension et fusion
Le dernier rapport CC de Marcomannia date du 1er décembre 2004, date à laquelle quelques Marcomans sont philistinés et inactivés. Le stock de corps qui s'ensuit ne fait état d'aucun actif. Marcomannia est suspendu à la fin de l'année 2004. En 2010, Marcomannia-Breslau a vendu sa maison de corps à Cologne et conclut une relation de tradition avec le Corps Borussia Tübingen (de). Le 20 octobre 2018, le contrat de base pour la fusion des deux Corps est signé. La fusion est entrée en vigueur le 1er janvier 2019.

## Relations avec les corps
La deuxième année concerne la conclusion de la relation préliminaire.

### Cartels
- Corps Borussia Tübingen (de) (1920/1919)
- Corps Saxonia Jena (1921/1919)
- Corps Saxonia Bonn (1921/1919)
- Corps Hildeso-Guestphalia Göttingen (1929/1919)

### Relations amicales
- Corps Vandalia Rostock (de) (1922/1919)
- Corps Hercynia München (de) (1974/1969)

## Membres notables

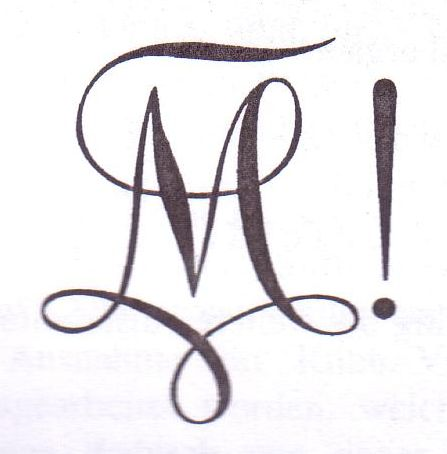
Un début sans fin : le cercle de Marcomannia

- Oliver Bäte (né en 1965), PDG d'Allianz
- Traugott Bredow (de) (1859-1928), directeur ministériel au ministère des Transports du Reich
- Traugott Bredow (de) (1889-1969), président du district de Hildesheim
- Helmuth Brückner (1896–1951), haut président de la province de Silésie, Gauleiter nazi en Silésie
- Gustaf von Dickhuth-Harrach (1856-1932), général d'infanterie
- Leo Eichstaedt (de) (1855–1929), conseiller du tribunal de district, conseiller régional, député de la chambre des représentants de Prusse
- Hans Follmann (de) (1863–1935), fonctionnaire ministériel à l'Office des assurances du Reich
- Horst Forchmann (de) (1905-1988), ingénieur des mines dans la zone d'extraction de lignite rhénane
- Ferdinand Freudenfeld (de) (1858-1932), maire de Sarreguemines, directeur d'arrondissement de Sarrebourg
- Moritz Friebe (1846-1937), professeur de lycée
- Jürgen Fuhrmann (de) (1937–2005), physicien, recteur de l'Université de technologie de Clausthal
- Fritz Gummert (de) (1895-1963), industriel
- Robert B. Heimann (de) (né en 1938), minéralogiste et scientifique des matériaux
- Alfred Hillebrandt (de) (1853–1927), sanskritologue, recteur de l'Université de Breslau
- Walter Hübner (de) (1896–1965), administrateur de l'arrondissement de Reichenbach
- Walter Iffland (de) (1856–1899), administrateur de l'arrondissement de Posen-Ouest (de)
- Walther Jaques (de) (1871-1950), directeur ministériel au ministère prussien du Commerce et de l'Industrie, directeur général de la compagnie prussienne d'électricité, président du conseil de surveillance de la Nordwestdeutschen Kraftwerke AG et de l'Überlandwerke  Hanover
- Erhard Jung (de) (1902-1945), géologue, recteur du Collège agricole de Hohenheim
- Hans Peter Klinke (de) (1908-1943), ingénieur, constructeur de la Chancellerie du Nouveau Reich
- Georg Kroll (de) (1888–1945), président du district de Breslau
- Hugo von Marck (de) (1851-1924), procureur, professeur d'université et spécialiste des assurances
- Ernst Mendrzyk (de) (1878–1970), administrateur de l'arrondissement de Berchtesgaden (de)
- Ernst Meyer (de) (1892-1969), diplomate et député du Bundestag
- Heinz-Eberhard Opitz (de) (1912–1997), récipiendaire de la Croix de chevalier, juge
- Paul Pietsch (de) (1877-1945), administrateur de l'arrondissement de Münsterberg, de l'arrondissement de Frankenstein-en-Silésie et de l'arrondissement de Brieg (de)
- Georg Friedrich Preuß (de) (1867-1914), historien
- Horst-Ludwig Riemer (1933-2017), député du Bundestag, ministre de l'Économie, des Petites Entreprises et des Transports de Rhénanie-du-Nord-Westphalie (1970-1979)
- Wolfgang Schieren (de) (1927–1996), PDG d'Allianz
- Jürgen von Schilling (de) (1909-2008), médecin, citoyen d'honneur de Langeoog
- Paul-Georg Schmidt (de) (1902-1987), pneumologue et chirurgien
- Max Schumann (de) (1856-1942), médecin de la marine impériale
- Erich Simmel (de) (1885–1974), député du Parlement bavarois, secrétaire d'État
- Fritz Toepffer (de) (1878-1969), juge
- Hermann Wennrich (de) (1892-1974), juge fédéral
- Erich Wiens (de) (1883-1940), journaliste, rédacteur en chef de la Deutsche Zeitung
- Harro von Zeppelin (de) (1904-1989), agriculteur, fonctionnaire du ministère